# Балоч, Абдул Малик
Абдул Малик Балоч (англ. Abdul Malik Baloch; род. 15 января 1958, Лахор, Западный Пакистан) — государственный и политический деятель Пакистана. Главный министр Белуджистана с 9 июня 2013 года по 24 декабря 2015 года.
Является председателем Национальной партии. Стал первым лидером, не принадлежащим к племени, который занимал пост главного министра Белуджистана. На этой должности его сменил Наваб Санауллах Хан Зехри, лидер племени Зехри, в соответствии с соглашением о разделении политической власти, подписанным в Мурри.
Проводил кампанию по искоренению коррупции в провинции. У него были хорошие отношения с федеральным правительством и несколько компаний были переданы от правительства Пакистана в Белуджистан с целью увеличить доходы провинции.
Выступает за мирные переговоры с повстанцами в Белуджистане. Уровень насилия и заказных убийств снизился по сравнению с предыдущими правительствами, в то время как строительство электричества и дорог улучшило инфраструктуру Белуджистана. В этот период времени Белуджистан показал лучшие показатели в росте экономики в истории Пакистана.

## Биография
Получил образование в начальной школе Турбата и среднее образование в колледже Ата-Шад в Турбате. Затем получил степень медицинском колледже Болана в Кветте. Специализировался на офтальмологии.
Начал политическую карьеру на платформе Белуджской студенческой организации. Позже, в 1988 году, в сотрудничестве со своими старшими политическими товарищами основал политическую партию «Национальное движение Белуджистана». В том же году участвовал в выбора и занял место в Национальном собрании Белуджистана, а также стал министром здравоохранения в кабинете Наваба Акбара Хана Бугти.
Занимал пост министра здравоохранения Белуджистана 1988—1990. В 1993 году был назначен министром образования. За время своего пребывания в должности открыл новые школы и колледжи в Белуджистане, сосредоточив внимание на Мекране. В 2006 году был избран в Сенат Пакистана.
Работал в различных постоянных комитетов Сената Пакистана, в том числе комитетам по делам меньшинств, портам и судоходству, а также продовольствию и сельскому хозяйству. Был председателем «Функционального комитета по проблемам слаборазвитых территорий». В 2008 году был избран председателем Национальной партии. Стал главным министром Белуджистана 7 июня 2013 года.
После вступления в должность главного министра стал руководить реформами, например, в области здравоохранения, где в июле 2013 года уволил всех отсутствующих врачей из больницы Чамана после неожиданного визита, сделал выговор за плохие санитарные условия и пообещал провести расследование за незаконную продажу медикаментов персоналом больницы.

## Борьба за автономию провинций
Был членом парламентского комитета по конституционным реформам, который внес Восемнадцать поправок к Конституции Пакистана 1973 года, в том числе расширение автономии провинций Пакистана.

## Примечание
1. ↑  Dr Abdul Malik Baloch resigns as CM Balochistan. Daily Pakistan Global. 23 декабря 2015. Архивировано 4 марта 2016. Дата обращения: 23 декабря 2015.
2. ↑  Dr. Abdul Malik Baloch — Member Profile Архивная копия от 3 мая 2019 на Wayback Machine, Provincial Assembly of Balochistan, retrieved 29 June 2016.
3. 1 2  Baloch vacates CM office as Murree agreement takes effect. Samaa. 12 декабря 2015. Архивировано 13 августа 2016. Дата обращения: 19 ноября 2021.
4. ↑  Party President. President. National Party. Дата обращения: 6 мая 2011. Архивировано из оригинала 13 января 2012 года.
5. ↑  Saleem Shahid. Jammers for Balochistan jails do not work. dawn.com. Дата обращения: 11 декабря 2015. Архивировано 3 марта 2016 года.
6. ↑  Balochistan health minister directs tracing out ghost employees. pakistantoday.com.pk. Дата обращения: 11 декабря 2015. Архивировано 2 ноября 2013 года.
7. ↑  Saindak Copper-Gold Project: Govt moves to transfer ownership to Balochistan. The Express Tribune (27 октября 2013). Дата обращения: 11 декабря 2015. Архивировано 16 июня 2021 года.
8. ↑  20 October 2013. CM Balochistan urges religious, Baloch forces to come to table. Geo TV. Архивировано 19 ноября 2021. Дата обращения: 19 ноября 2021.{{cite news}}:  Википедия:Обслуживание CS1 (числовые имена: authors list) (ссылка)
9. ↑  [Read beyond the title for impact on economy]. Дата обращения: 19 ноября 2021. Архивировано 19 января 2022 года.
10. ↑  Abdul Malik Baloch - Assembly. Health. Balochistan Assembly. Дата обращения: 6 мая 2011. Архивировано из оригинала 3 октября 2011 года.
11. ↑  Bolan Medical College. Дата обращения: 20 марта 2022. Архивировано 2 марта 2022 года.
12. ↑  Abdul Malik Baloch - Balochistan Assembly. Miinsiter. Balochistan Assembly. Дата обращения: 6 мая 2011. Архивировано из оригинала 3 октября 2011 года.
13. ↑  Balochistan CM makes sudden visit to Civil Hospital. South Asian News Agency. Дата обращения: 11 декабря 2015. Архивировано 22 декабря 2015 года.
14. ↑  Baloch, Abdul Malik. 18Th Constitutional Amendment. Архивировано из оригинала 22 октября 2012 года.